# Municipio Maravilla Tenejapa
Koordinaten: 16° 8′ N, 91° 17′ W
Maravilla Tenejapa ist ein Municipio im Osten des mexikanischen Bundesstaats Chiapas. Das Municipio hat etwa 11.500 Einwohner und eine Fläche von 637,1 km². Verwaltungssitz und größter Ort des 1999 geschaffenen Municipios ist das gleichnamige Maravilla Tenejapa.

## Geographie
Das Municipio Maravilla Tenejapa liegt im Osten des mexikanischen Bundesstaats Chiapas auf Höhen zwischen 100 m und 1100 m. Es zählt zur Gänze zur physiographischen Provinz der Sierra Madre de Chiapas und liegt gänzlich in der hydrologischen Region Grijalva-Usumacinta. Die Geologie des Municipios wird zu 59 % von Kalkstein bestimmt bei 40 % Sandstein-Lutit; vorherrschende Bodentypen sind Leptosol (34 %), Luvisol (28 %) und Phaeozem (15 %). 78 % der Gemeindefläche sind bewaldet, 18 % dienen als Weideland.
Das Municipio Maravilla Tenejapa grenzt an die Municipios Las Margaritas, Ocosingo und Marqués de Comillas sowie an die Republik Guatemala.

## Bevölkerung
Beim Zensus 2010 wurden im Municipio 11.451 Menschen in 1.992 Wohneinheiten gezählt. Davon wurden 4.501 Personen als Sprecher einer indigenen Sprache registriert, darunter 1.265 Sprecher des Tzotzil, 963 Sprecher des Tzeltal, 800 Sprecher des Chol, 649 Sprecher des Kanjobal und 461 Sprecher des Tojolabal. Gut 26 Prozent der Bevölkerung waren Analphabeten. 3.222 Einwohner wurden als Erwerbspersonen registriert, wovon gut 95 % Männer bzw. 1,5 % arbeitslos waren. Gut 68 % der Bevölkerung lebten in extremer Armut.

## Orte
Das Municipio Maravilla Tenejapa umfasst 35 bewohnte localidades, von denen nur der Hauptort vom INEGI als urban klassifiziert ist. Fünf Orte wiesen beim Zensus 2010 eine Einwohnerzahl von über 500 auf, acht Orte hatten weniger als 100 Einwohner. Die größten Orte sind:
| Ort                         | Einwohner |
| Maravilla Tenejapa          | 1477      |
| Santo Domingo de las Palmas | 1248      |
| Nueva Sabanilla             | 0700      |